# Gustave Cluseret
Gustave Paul Cluseret (Suresnes, 13 giugno 1823 – Hyères, 21 agosto 1900) è stato un militare e politico francese.
Fu una personalità della Comune di Parigi e un deputato dell'Assemblea Nazionale dal dicembre del 1888 alla morte.

## Biografia
Figlio di un colonnello dell'esercito, Gustave Cluseret entrò nel 1841 all'École spéciale militaire de Saint-Cyr, era tenente nel 1848, quando lasciò il servizio regolare per comandare un battaglione della guardia mobile che, agli ordini del generale Cavaignac, partecipò alla repressione della sollevazione operaia di giugno e ricevette la croce della Legion d'onore.
Rientrato nell'esercito nel febbraio 1853, fu di stanza in Algeria e nel 1855 combatté in Crimea contro la Russia, dove divenne capitano. Era ancora in Algeria, quando apprese di essere stato radiato dall'esercito per le sue opinioni repubblicane.
Dopo una permanenza negli Stati Uniti d'America, nel 1860 raggiunse l'Italia per partecipare alla spedizione garibaldina nelle Due Sicilie, durante la quale fu ferito a Capua e ottenne il grado di tenente colonnello nello Stato maggiore di Garibaldi.
Nel 1862 partecipò alla Guerra di secessione americana americana tra le forze nordiste con il grado di colonnello, prima al comando del generale George B. McClellan, poi sotto quello di John Charles Frémont, fu promosso in ottobre generale di brigata e ottenne la cittadinanza statunitense. Si dimise nel marzo del 1863 a seguito di accuse di malversazioni. Si stabilì allora a New York, collaborando al giornale The New Nation.
Nel 1867 sbarcò in Irlanda per sostenere il movimento irredentista, partecipando in febbraio all'attacco di Chester Castle, a seguito del quale fu condannato a morte in contumacia dalla giustizia inglese. Rientrato in Francia, oppositore del regime bonapartista, nel 1868 fu incarcerato per gli articoli pubblicati sul suo giornale L'Art e poi espulso in quanto cittadino americano. Iscritto alla Prima Internazionale, alla proclamazione della Repubblica, nel settembre del 1870, si stabilì a Parigi, poi a Lione, dove con Bakunin partecipò alla fallita insurrezione del 28 settembre, e infine a Marsiglia, dove fu il capo militare della breve esperienza rivoluzionaria di novembre.
Fu candidato, ma non eletto, alle elezioni dell'Assemblea Nazionale dell'8 febbraio 1871 e, tornato a Parigi, dove il 18 marzo era stata proclamata la Comune, il 30 marzo ottenne il comando della Guardia nazionale e il 3 aprile fu nominato delegato alla Guerra. Il 16 aprile fu eletto al Consiglio della Comune ma il 1º maggio fu arrestato per la cattiva condotta delle operazioni militari che lo fecero sospettare d'intelligenza con il governo Thiers, e fu sostituito da Louis Rossel. Liberato il 21 maggio, alla caduta della Comune fuggì in Svizzera mentre la corte marziale di Versailles lo condannava a morte in contumacia. Si stabilì poi a Costantinopoli e tornò in Francia con l'amnistia del 1880.
Nel 1887 pubblicò le sue Memorie, giustificando la sua condotta nei giorni della Comune e polemizzando con i suoi antichi compagni di lotta. L'anno dopo fu eletto all'Assemblea Nazionale deputato del Var, sotto l'etichetta di socialista rivoluzionario, e rieletto nelle successive elezioni del 1889, del 1893 e del 1898, benché si schierasse contro Dreyfus e collaborasse al giornale razzista La Libre Parole di Édouard Drumont. Morì a Hyères il 21 agosto 1900.

## Scritti
- Mémoires, 2 voll., Paris, Jules Lévy, 1887